# Kisszekeres megállóhely
Kisszekeres megállóhely egy Szabolcs-Szatmár-Bereg vármegyei vasúti megállóhely Kisszekeres településen, a MÁV üzemeltetésében. A község lakott területének déli szélén helyezkedik el, a vasút és a 4133-as út keresztezésének közvetlen közelében.

## Vasútvonalak
A megállóhelyet az alábbi vasútvonalak érintik:
- Nyíregyháza–Mátészalka–Zajta-vasútvonal

## Kapcsolódó állomások
A megállóhelyhez az alábbi állomások vannak a legközelebb:
- Nagyszekeres megállóhely (Nyíregyháza–Mátészalka–Zajta-vasútvonal)
- Jánkmajtis megállóhely (Nyíregyháza–Mátészalka–Zajta-vasútvonal)

## Forgalom
| Járat                   | Útvonal | Gyakoriság               |
| ----------------------- | --- | ------------------------ |
| személyvonat            | Fehérgyarmat – Penyige – Nagyszekeres – Kisszekeres – Jánkmajtis – Gacsály – Rozsály – Zajta | Napi 5-6 pár             |
| Hétmérföldes sebesvonat | Zajta → Rozsály → Gacsály → Jánkmajtis → Kisszekeres → Nagyszekeres → Penyige → Fehérgyarmat → Tunyogmatolcs alsó → Tunyogmatolcs → Kocsord alsó → Kocsord → Mátészalka → Nyírbátor → Nyírbogát → Nyírgelse → Nyírmihálydi → Nyíradony → Hajdúsámson → Debrecen → Ferihegy → Kőbánya-Kispest → Zugló → Budapest-Nyugati | Vasárnap 1 Budapest felé |